# Eurycletodes (Oligocletodes) latus
Eurycletodes (Oligocletodes) latus is een eenoogkreeftjessoort uit de familie van de Argestidae. De wetenschappelijke naam van de soort is voor het eerst geldig gepubliceerd in 1892 door T Scott.